# Coemac

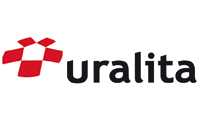
Historisches Logo von Uralita

Coemac (kurz für Corporación Empresarial de Materiales de Construcción) ist ein spanischer Baustoffhersteller mit Sitz in Madrid. Das Unternehmen produziert Rohrsysteme für die Wasserversorgung und die Entwässerung unter der Marke Adequa. Nach der Gründung 1907 unter dem Namen Uralita wurden alsbald danach auch Dämmstoffe, Gipsprodukte, Dachziegel und Faserzement-Produkte in das Produktionsprogramm aufgenommen. Nach der weltweiten Finanzkrise und der Krise im spanischen Immobiliensektor ab 2008 begann das Unternehmen eine umfangreiche Umstrukturierung, in deren Zuge alle Unternehmensbereiche bis auf die PVC-Röhrenproduktion desinvestiert wurden. Im Jahr 2015 erfolgte die Umfirmierung in Coemac. Aufgrund gesundheitlicher Schäden ehemaliger Mitarbeiter und Anwohner in der Nähe der asbestverarbeitenden Produktionsstätten wurde das Unternehmen in der Vergangenheit zu Strafzahlungen in Höhe von mehreren Millionen Euro verurteilt, entsprechende gerichtliche Entscheidungen wurden jedoch teilweise wieder revidiert.